# Latinska riket
Latinska riket, som det är mest känt historiografiskt som, eller Kejsardömet Romania, eller Kejsardömet Konstantinopel och kallat den Frankiska eller Latinska ockupationen av det bysantinska rikets invånare, var en korsfararstat som bildades under fjärde korståget på landområden som erövrats från det bysantinska riket. 
Riket etablerades av riddare som deltog i det fjärde korståget år 1204 som ett katolskt kejsardöme centrerat kring Konstantinopel. Riket var inte tänkt som en separat stat från det tidigare (och senare) bysantinska riket, utan snarare som ett försök att etablera en dynasti av romersk-katolska kejsare som titulära romerska kejsare i öst och ersätta de tidigare östortodoxa kejsarna.
Det latinska riket misslyckades dock med att etablera ekonomisk och politisk dominans över de andra katolska besittningarna i området, särskilt republiken Venedig, och genomgick konstanta krig med de överlevande bysantinska staterna Nicaea, Trapezunt och Epirus som alla tre gjorde anspråk på att vara rättmätiga arvtagare till det bysantinska riket och ägare av dess nästan tusenåriga huvudstad Konstantinopel. 
Riket föll under kejsare Balduin II den 25 juli 1261 när Mikael VIII Palaiologos från det bysantinska riket återerövrade Konstantinopel.

## Etymologi
Kejsardömets officiella och samtida namn på latin var Imperium Romaniae ("Kejsardömet Romania"). Detta namn användes då den dåvarande vanligaste (dock inofficiella) benämningen på det östromerska (bysantinska) riket var Romania ("romarnas land").
Benämningarna "bysantinsk" och "latinsk" var inte samtida och hade tett sig främmande för rikenas invånare. De skapades långt senare av historiker som önskade att göra skillnad på det antika romerska riket, det medeltida romerska riket och det senmedeltida latinska riket, varav alla kallade sig själva för "romare". Termen latinsk används då korsfararna följde den romersk-katolska kyrkan och använde latin som sitt teologiska och akademiska språk. Invånarna i det bysantinska riket följde den östortodoxa kyrkan och talade grekiska.

## Historia

### Ursprung

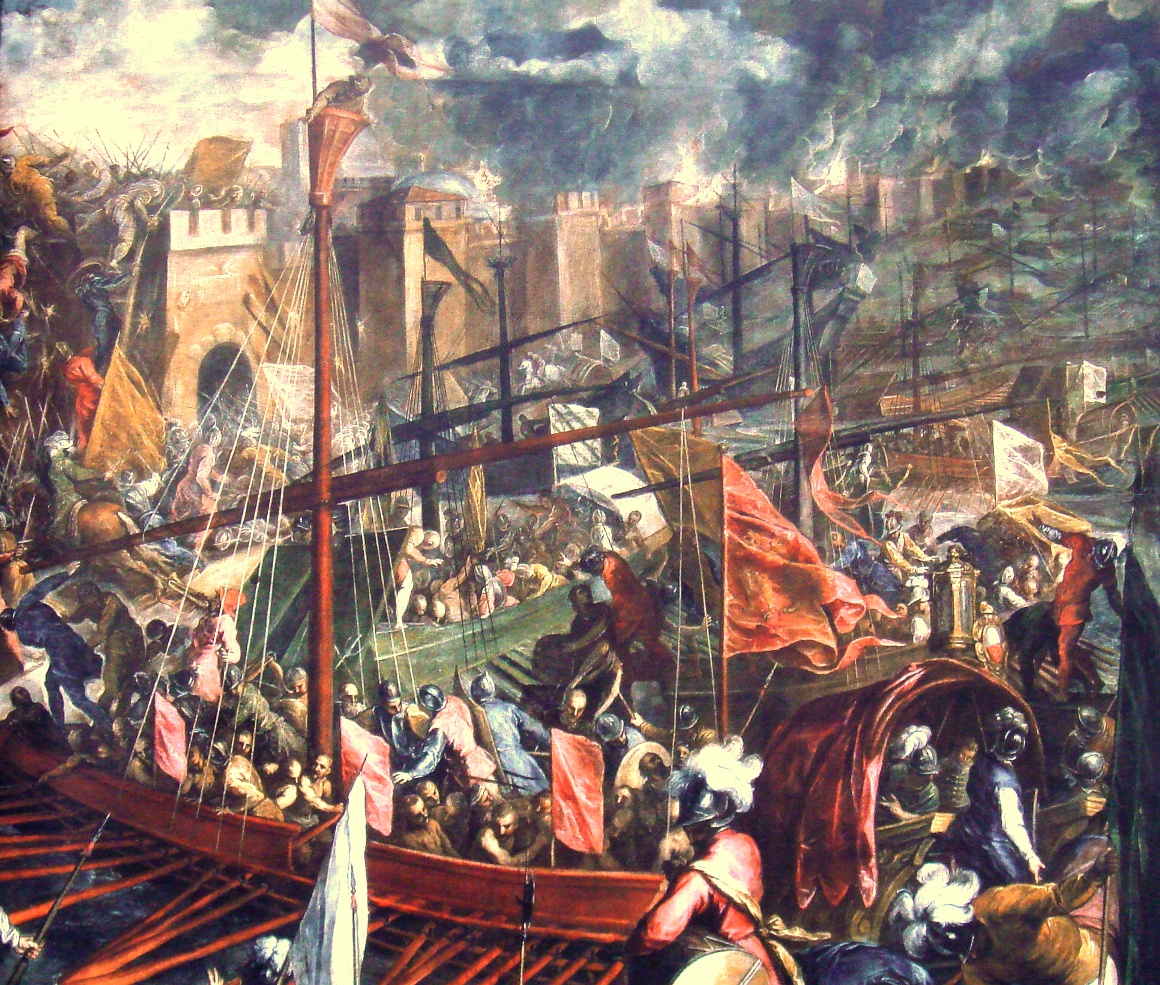
Korsfararna intar Konstantinopel år 1204.

Det fjärde korståget hade kallats av påven Innocentius III för att återta den heliga staden Jerusalem genom att först landstiga i Egypten och invadera genom Sinaihalvön. Istället ledde en relativt bisarr serie händelser till att korsfararna istället plundrade och intog den kristna staden Konstantinopel, det bysantinska rikets huvudstad.
I januari 1203 hade korståget kommit överens med den bysantinska prinsen Alexios Angelos att ta vägen förbi Konstantinopel och hjälpa honom att återinsätta sin avsatta far Isaac II Angelos som kejsare. Korsfararna hoppades att senare kunna fortsätta till det heliga landet med finansiellt och militärt stöd som utlovats av Alexios.
Alexios kröntes till medkejsare som Alexios IV Angelos tillsammans med sin far med stöd från korsfararna, men avsattes tidigt år 1204 i en revolt som istället insatte Alexios V Dukas som kejsare. Alexios V vägrade betala korsfararna och genomförde ett misslyckat försök att få bort dem från huvudstaden. Då de inte längre kunde få sitt utlovade stöd bestämde sig korsfararna istället att erövra och sedan under tre dagar brutalt plundra Konstantinopel.
Korsfararna valde en egen romersk kejsare, Balduin, och i Konstantinopel insattes en katolsk patriark. Riket uppdelades i en mängd mindre vasallstater (bland annat Kungariket Thessaloniki och hertigdömena Aten och Arkipelagen), och republiken Venedig erhöll – dock utan länsförpliktelse – 3/8 av det gamla riket, innefattande de bäst belägna kusterna och öarna samt delar av själva huvudstaden. Venedigs hegemoni i Levanten och inte det heliga landets erövring från muslimer blev därmed det fjärde korstågets frukt. En del av korsfararna nådde dock det heliga landet, utan att likväl där kunna uträtta något.
Två vasallstater, hertigdömena Nicaea och Filadelfia, hade också planerats att skapas i Anatolien, men bildandet av det bysantinska Kejsardömet Nicaea hindrade detta. Ytterligare stater som gjorde anspråk på det bysantinska riket (och därför upprepade gånger förde krig mot det latinska riket) bildades även i Trabzon och Epirus.
Utropandet av det latinska riket hade den egendomliga effekten att det nu existerade fem separata stater som gjorde anspråk på att vara rättmätiga arvtagare till antikens romerska rike: det latinska riket, det tysk-romerska riket samt de tre bysantinska kejsardömena Nicaea, Trabzon och Epirus. Ingen av dessa stater kontrollerade staden Rom, som tillhörde kyrkostaten och kontrollerades direkt av påven.

### I Anatolien
Korsfararnas tidigaste fälttåg in i Anatolien var lyckade och stora delar av Bithynien hade erövrats år 1205 då styrkor under de bysantinska kejsarna Konstantin och Theodor I Lascaris besegrats. Theodor undertecknade en vapenvila år 1207 och kejsardömet Nicaeas styrkor besegrades ytterligare vid floden Rhyndakos i oktober 1211. Tre år senare erkände Nicaea korsfararnas kontroll över det mesta av Bithynien och Mysien i freden vid Nymphaeum (1214).
Freden höll till 1222 då kejsare Johannes III Ducas Vatatzes av Nicaea ledde sina arméer mot det latinska riket, försvagat efter åtskilliga krig i Europa. Vid slaget vid Poimaneon år 1224 besegrades den latinska armén och det latinska riket under kejsare Robert blev tvingat att ge upp alla sina besittningar i Anatolien förutom Nikomedia och landområden i direkt närhet till Konstantinopel. Nicaea började även att erövra latinska besittningar i det Egeiska havet. 1235 föll de sista områdena i det latinska rikets ägo i Anatolien till Nicaea.

### I Europa
Till skillnad från i Anatolien, där det latinska riket ursprungligen bara mött svagt motstånd från kejsardömet Nicaea, uppenbarade sig snabbt en stark fiende i Europa: Tsar Kalojan av det Bulgariska riket. När Balduin I krigade mot bysantinska besittningar i Thrakien kallade de på hjälp från det östortodoxa Bulgarien och vid slaget vid Adrianopel år 1205 krossades den latinska armén av Kalojans styrkor och Balduin togs som fånge. Balduin satt infångad i den bulgariska huvudstaden Tarnovo till sin död senare samma år. Kalojan mördades två år senare 1207 under en belägring av Thessaloniki och Balduins efterträdare Henrik kunde därför återta mycket av det som förlorats i Thrakien. Fred slöts 1210 då Henrik gifte sig med Maria av Bulgarien, Kalojans dotter.
Samtidigt utgjorde en annan bysantinsk stat, Kejsardömet Epirus under Mikael I Komnenos Dukas, ett hot mot det latinska rikets vasaller i Aten och Thessaloniki. Henrik krävde Mikaels underkastelse, vilket Mikael gick med på genom att gifta bort sin dotter till Henriks bror Eustace sommaren 1209. Alliansen tillät Henrik att fokusera på krig mot diverse upprorsmakare i centrala Grekland och Makedonien, men Mikaels belägring av Thessaloniki år 1210 tvingade Henrik att resa tillbaka för att återigen tvinga honom till underkastelse.
Mikael dog 1214 och efterträddes av Theodor Komnenos Dukas, som var besluten att erövra Thessaloniki och sedan återta Konstantinopel. Henrik dog 1216 då han övervakade reparationen av Thessalonikis murar och efterträddes av Peter, som fångades in och avrättades av Theodor 1217. Jolanda, Peters änka, blev regent i Konstantinopel då Peters arvinge Robert var i Frankrike under tiden. Det latinska riket distraherades av ett nytt krig med kejsadrömet Nicaea och väntade förgäves på hjälp från Frankrikes kung Filip II när kejsardömet Epirus intog Thessaloniki år 1224. Arméer från Epirus erövrade sedan Thrakien och stod så småningom utanför själva Konstantinopel år 1226. Theodor av Epirus fruktade dock ett anfall från den bulgariske tsaren Ivan Asen II och slöt fred med det latinska riket år 1228.

### Nedgång och fall
Efter att kejsare Robert dött år 1228 inleddes ännu en regentskap under Johan av Brienne. Efter att Kejsardömet Epirus besegrats av Bulgarien vid slaget vid Klokotnitsa år 1230 och tvingats ge upp anspråket på kejsartiteln av kejsardömet Nicaea år 1242 efter att ha besegrats av kejsaren Johannes III Ducas Vatatzes hade hotet från Epirus mot det latinska riket ersatts av ett större hot från Nicaea som nu var starkare än någonsin tidigare. Johannes III allierade sig med Bulgarien och marscherade tillsammans med bulgariska arméer mot Konstantinopel år 1235 vilket ledde till en belägring av staden som slutade med en tvåårig vapenvila mellan kejsardömena. År 1237 blev kejsare Balduin II vuxen och började sin regeringstid över det nu mycket försvagade latinska riket. Han reste ofta runt i Västeuropa och bad förgäves om hjälp från diverse katolska kungariken. För att få ihop pengar tilltog Balduin II desperata metoder, såsom att montera ner det stora palatsets tak för att sälja och att ge sin enda son Filip till Venedig som garanti för ett lån.
År 1247 hade kejsardömet Nicaea omringat Konstantinopel, men avvaktade med att anfalla då stadens murar var starka. Efter den Nicaeanska vinsten i slaget vid Pelagonia år 1258 hade det latinska styret i Grekland i princip tagit slut.
Den 25 juli 1261 hittade den Nicaeanska generalen Alexios Strategopoulos, som skickats med en liten styrka för att hålla ett öga på det latinska försvaret, en obevakad port i Konstantinopel och fick samtidigt veta att hela den latinska garnisonen och Venedigs flotta var borta för att plundra den Nicaeanska ön Apollonia. Alexios tvekade först med att anfalla staden då hans styrka på bara 800 soldater kunde övermannas om de latinska och venediska soldaterna skulle återvända till staden och för att han skulle överträda kejsarens order om att bara bevaka. Han beslutade dock att han inte kunde förlora en sådan gyllene möjlighet att återta staden. En liten del av hans styrka smög in i staden genom en hemlig passage, överraskade de trupper som försvarade murarna och öppnade porten för Alexios och resten av hans trupper. Det latinska försvaret var fullkomligt oförberett på ett anfall och efter en kort tid hade Alexios med endast 800 soldater tagit kontroll över stadens murar. Nyheten om det bysantinska anfallet spred sig genom staden och de latinska invånarna, inklusive kejsare Balduin II, flydde snabbt till hamnarna vid gyllene hornet där de hoppades kunna fly via skepp. Alexios soldater tände samtidigt eld på latinska byggnader längs med kusten för att förhindra att skeppen från Venedig skulle kunna landstiga. Många av det latinska rikets högt uppsatta invånare, inklusive Balduin II, lyckades fly men staden (och då även det latinska riket) hade förlorats för gott. Den 15 augusti 1261 anlände kejsare Mikael VIII Palaiologos till staden och kröntes i Hagia Sofia, vilket märker ut det bysantinska rikets återuppståndelse.

### Anspråk i exil
I drygt ett århundrade efter att det bysantinska riket återtagit Konstantinopel fortsatte Balduin II och hans arvingar att hävda sig som "kejsare över Konstantinopel" och sågs som statsöverhuvuden av de återstående latinska vasallstater som kvarstod i Grekland, många av dessa skulle snart komma att erövras av det bysantinska riket och senare av det osmanska riket. Anspråkstagarna regerade kort över furstendömet Achaea 1333-1383, men lyckades aldrig återta Konstantinopel eller återupprätta det latinska riket.

## Kejsare i latinska riket
- Balduin I från Flandern (1204–1205)
- Henrik av Flandern (1205–1216)
- Peter från Cortenay-Auxerre (1217)
- Jolanda (kejsarinna) (1217–1219)
- Robert från Cortenay-Auxerre (1217–1228)
- Balduin II av Konstantinopel (1228–1261)
  - Johan av Brienne (medkejsare) (1231–1237)